# Arvidus Magni Rydaholmensis
Arvidus Magni Rydaholmensis eller Arvid Månsson, död senare än 1642, var en svensk medicinsk författare och naturläkare.
Arvid Månsson var son till prosten i Rydaholms socken Magnus Arvidi. Enligt egna uppgifter skall ha han en tid ha studerat vid Växjö gymnasium men aldrig vid något universitet. År 1628, då han gav ut sitt mest kända verk, sin "Örtabok" (Een mykit nyttigh örta book, om the herlige örter som vthi thetta höghberömda konungha rijket, wårt kära fäderneslandh Swerige, åhrligen wäxa: såsom och, om någhra vthländska örter, huruledes som the emoot mångha bådhe inwertes och vthwertes krankheeter och siuk-dommar brukas skola … Aff latiniska och tyska bööker in på wårt swenska tungomåål affsatt aff Arfwidh .Månson Rydaholmensi och vthi ordningh satt aff Petro Jona: Angermanno …) var han bosatt på hemmanet Skaftorps kvarn i Rydaholms socken. Arvid Månssons läkebok blev mycket uppskattad, och utkom i inte mindre åtta upplagor mellan 1628 och 1656. Han utgav även läkebok, Practica eller een liten doch nyttigh underwijsning om åderlåtande (1642).